# Draganci
Draganci (bułg. Драганци) – wieś w Bułgarii, w obwodzie Burgas, w gminie Karnobat. W 2023 roku liczyła 118 mieszkańców.